# 嘉德帝姬
嘉德帝姬（1100年—1143年之前），宋徽宗長女，生母顯肅皇后。初封德慶公主，改封嘉福，尋改號帝姬，再封嘉德。嘉德帝姬政和五年（1115年）初嫁左衛將軍曾夤。
按收录于《三朝北盟会编》的独立篇章《靖康皇族陷虏记》，嘉德帝姬后改嫁金宋王完颜宗磐。至《靖康皇族陷落虏记》成文时（1143年之前），已身故。生前居住在上京。

## 女
- 曾氏，未被俘，南宋時嫁徐公选